# Куинён (аэропорт)
Аэропорт Фука́т (вьет. Sân bay Phù Cát, ИАТА: UIH, ИКАО: VVPC) — вьетнамский аэропорт совместного базирования, обслуживающий коммерческие авиаперевозки города Куинён. Находится на территории уезда Фукат провинции Биньдинь, в 30 километрах к северо-западу от Куинёна.
Наряду с коммерческой деятельностью Аэропорт Фукат используется для нужд подразделений Народных Военно-воздушных сил Вьетнама.

## История
Аэропорт Фукат был построен в 1966 году во время Вьетнамской войны и использовался в качестве авиабазы Военно-воздушными силами США. В ходе войны аэропорт являлся одним из главных мест базирования подразделений южновьетнамских и североамериканских военно-воздушных сил.
После 1975 года Аэропорт Фукат перешёл в ведение Военно-воздушных сил Вьетнама, а некоторое время спустя стал коммерческим аэропортом регионального значения.

## Галерея

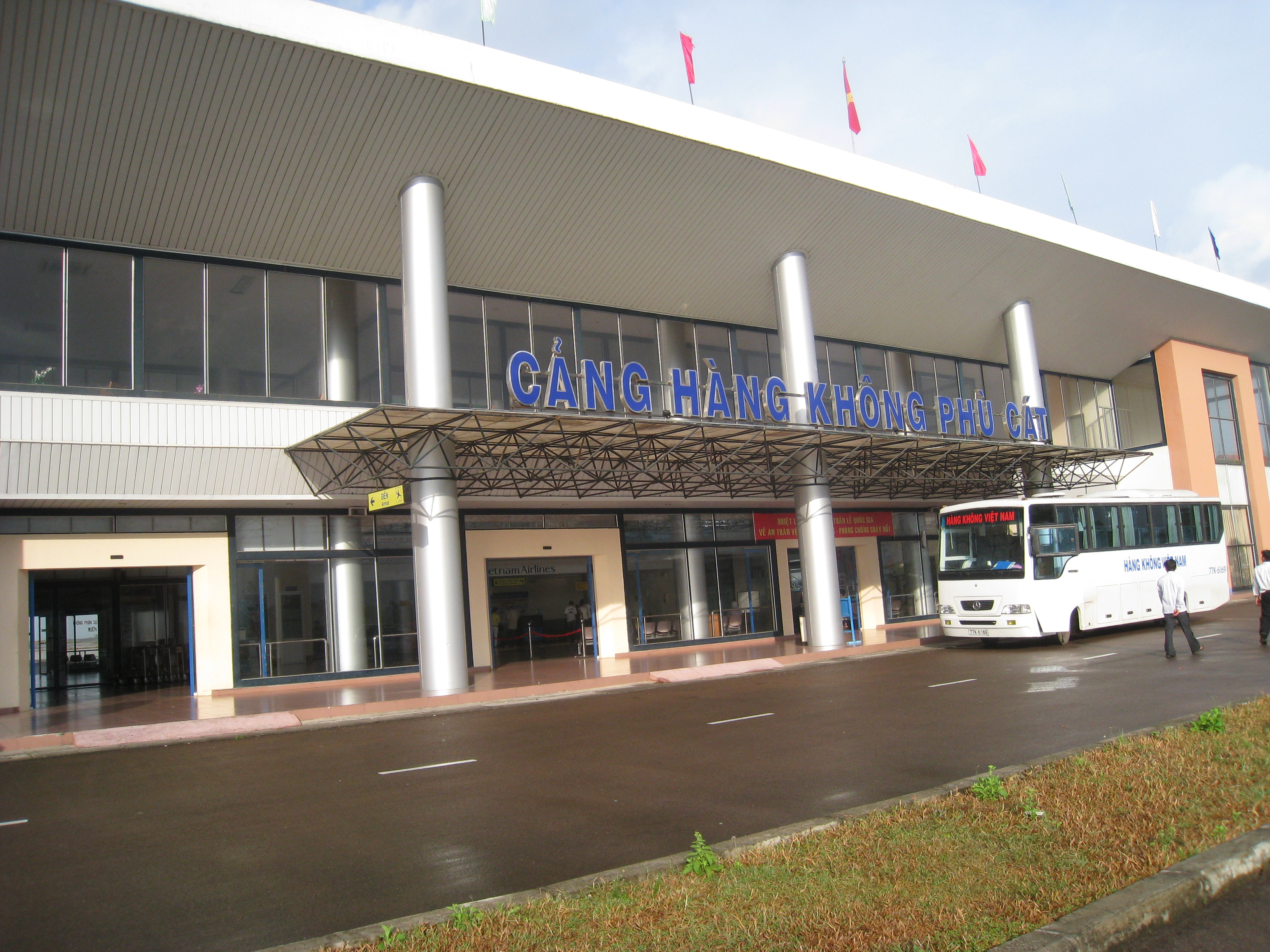
Здание пассажирского терминала Аэропорта Фукат
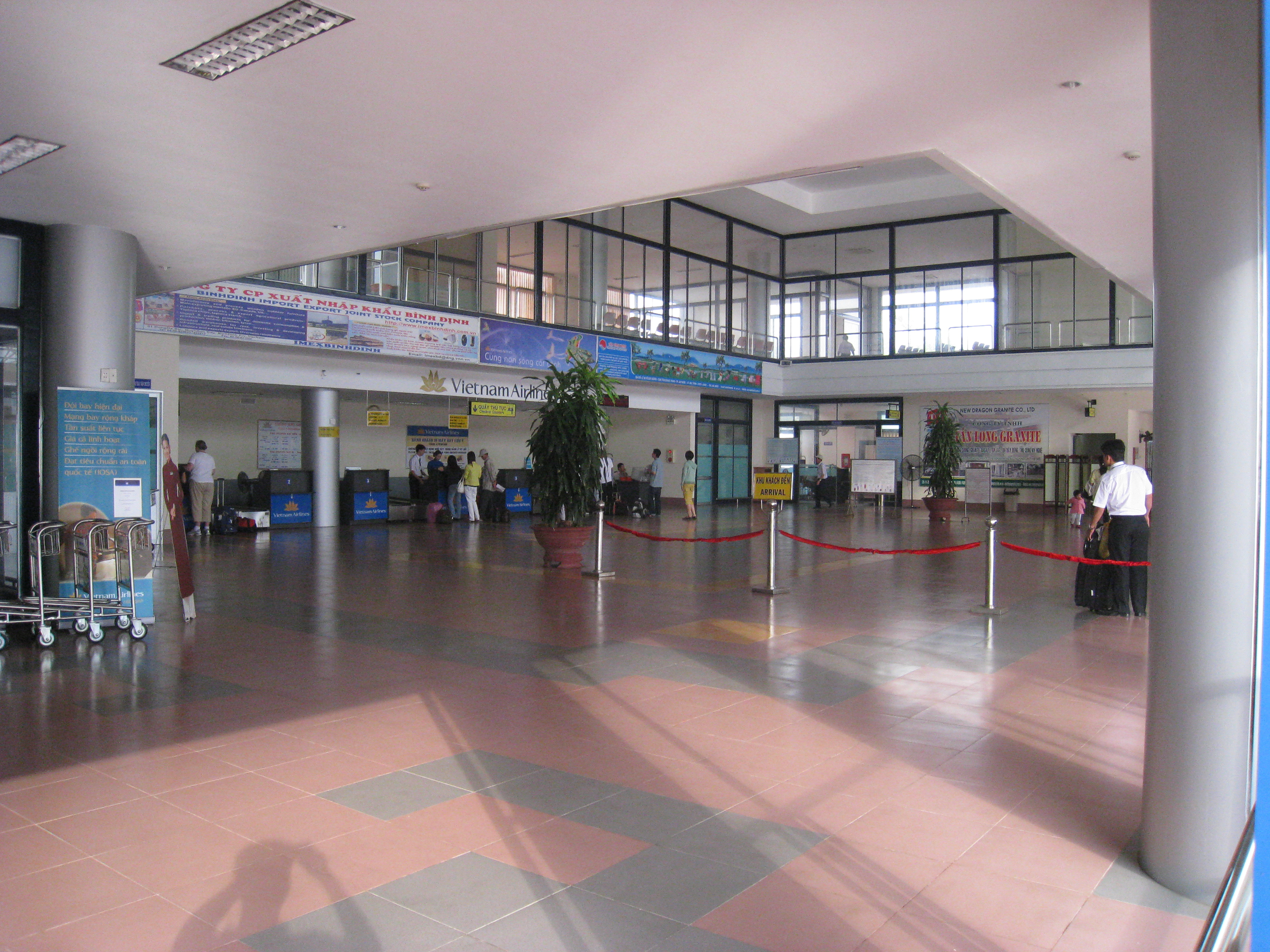
Внутри пассажирского терминала Аэропорта Фукат
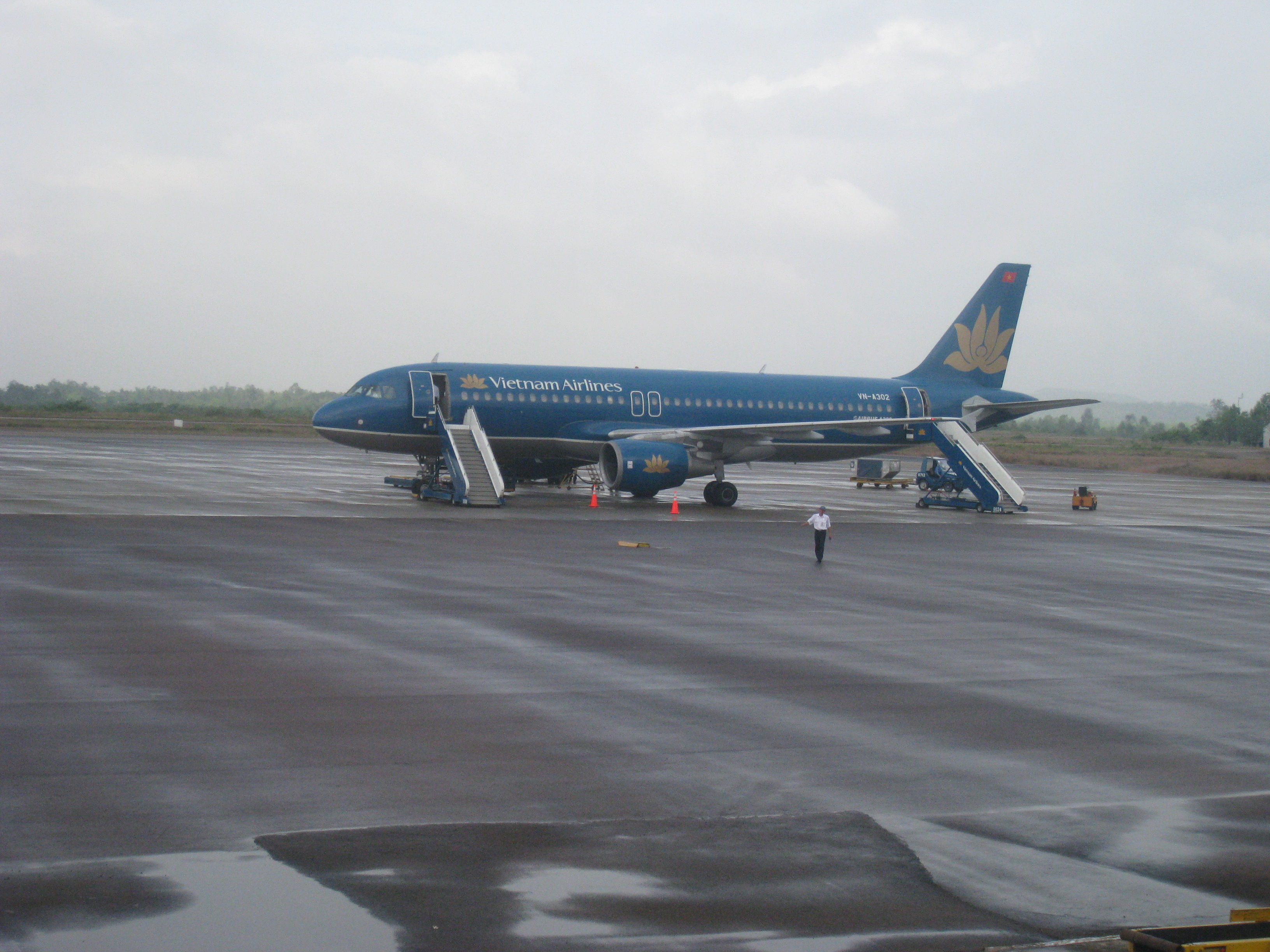
Airbus A320 авиакомпании Vietnam Airlines в Аэропорту Фукат